# Ernst Meyer (Schliemannforscher)
Ernst Meyer (* 21. Februar 1888 in Groß-Bieberau; † 15. August 1968 in Berlin) war ein deutscher Schliemannforscher. Er erhielt 1936 das Recht, als einziger Forscher Heinrich Schliemanns nachgelassene Briefe herauszugeben, und blockierte jahrzehntelang den Zugriff anderer Wissenschaftler auf Schliemanns schriftlichen Nachlass.

## Leben
Ernst Meyer beendete seine Schulzeit 1908 am Landgraf-Ludwigs-Gymnasium in Gießen mit dem Abitur und studierte dann bis 1912 an der Universität Gießen, unterbrochen im Sommersemester 1909 durch ein Semester an der Universität München, Klassische Philologie, Germanistik und Klassische Archäologie. Er wurde während seines Studiums Mitglied der Historisch-Philologischen Verbindung Gießen und des Philologisch-Historischen Vereins München im Naumburger Kartellverband. Er wurde im Sommer 1912 in Gießen bei Otto Immisch mit einer altphilologischen Arbeit zum Dr. phil. promoviert. Nach seiner Teilnahme am Ersten Weltkrieg arbeitete Meyer ab 1919 als Lehrer am Gymnasium Carolinum in Neustrelitz, das auch Heinrich Schliemann kurze Zeit besucht hatte.  Er bereitete in den 1930er Jahren eine Ausgabe von Briefen Heinrich Schliemanns vor, die 1936 erschien. Ausdrückliches Ziel des Werkes war, wie Meyer im Vorwort schrieb, die Gefahr zu vermeiden, Schliemann „seiner Größe zu entkleiden“. Ferner sprach Meyer in diesem Vorwort dem jüdischen Schliemann-Biographen Emil Ludwig „das Organ für das Deutsche in Schliemann ab“. In den Folgejahren – er war ab 1937 vom Schuldienst freigestellt, um sich der Schliemann-Forschung widmen zu können, – beschäftigte sich Meyer weiter mit dem Nachlass Schliemanns. Er war daran schuld, dass ein Teil der Dokumente 1945 verlorenging. 1952 setzte er sich aus der Sowjetischen Besatzungszone nach Westberlin ab. Jahrzehntelang verhinderte er, dass andere Forscher Einblick in den Teil des schriftlichen Nachlasses Schliemanns erhielten, der noch vorhanden war. Dennoch veröffentlichte etwa Heinrich Alexander Stoll 1956 den Lebensroman Heinrich Schliemanns, der vor allem in der DDR die Vorstellung von der Persönlichkeit Schliemanns prägte.
Meyers Ausgabe der Briefe Schliemanns und überhaupt seine Arbeitsweise wurden später vernichtend kritisiert: „The fact is that after 35 years of work on Schliemann, Meyer never understood him. He never learned to treat sources especially autobiographical ones sceptically nor to seek controls, that is external sources, to confirm or refute what Schliemann said about himself. His editing of the letters is a scandal, comparable to Dore Hensler or Elisabeth Förster-Nietzsche.“ Und: „Die 1972 angestoßene neuere Schliemannforschung setzt sich ausdrücklich von Ernst Meyer ab und beruft sich auf die Tradition von Ludwig und Stoll.“

## Schliemanns Nachlass
Als der Troja-Ausgräber Heinrich Schliemann am 26. Dezember 1890 starb, hinterließ er über 60.000 Briefe und 18 Reise- bzw. Grabungstagebücher, außerdem zahlreiche Geschäftsbücher und Manuskripte. Die Unterlagen blieben zunächst im Besitz seiner Familie. 1936 wurden sie in die Gennadius Library in Athen überführt.
Schon 1928 hatte Schliemanns Witwe Sophia den Schriftsteller Emil Ludwig darum gebeten, eine Biographie Schliemanns zu schreiben. Ludwig durfte zu diesem Zweck den gesamten schriftlichen Nachlass Schliemanns nutzen. Mit dem Ergebnis wäre Heinrich Schliemann allerdings wohl nicht zufrieden gewesen, da es in vielen Punkten von dem Bild, das er selbst und seine Angehörigen und Freunde verbreitet hatten, abwich. So scheute sich Ludwig nicht, von den traumatisierenden Kindheitserlebnissen Schliemanns zu berichten, für die vor allem dessen Vater verantwortlich gewesen war, und Heinrich Schliemanns Wesen und seine Ausgrabungen kritisch zu beleuchten. Sein Buch, das den Titel Schliemann – Geschichte eines Goldsuchers trug, wurde ein Jahr nach seinem Erscheinen zusammen mit Ludwigs anderen Werken von den Nationalsozialisten verbrannt. Sophia Schliemann erlebte diese Bücherverbrennung nicht mehr; sie starb 1932.
Schliemann selbst hatte sich z. B. in einer italienischen Sprachübung sehr abfällig über seinen Vater geäußert: „Mein Vater [...] war ein liederlicher Mensch, ein Sybarit; er enthielt sich nicht ehebrecherischer Beziehungen zu den Mägden, die er seiner eigenen Frau vorzog. Seine Frau misshandelte er und ich erinnere mich aus meiner frühesten Kindheit, dass er sie wüst beschimpfte und bespuckte. Er schwängerte sie, um sie loszuwerden und misshandelte sie mehr denn je während ihrer (letzten) Schwangerschaft. So kam es, dass ein Nervenfieber, an dem sie erkrankte, schnell zu ihrem Tode führte. Mein Vater täuschte daraufhin schweres Leid und großen Kummer vor und veranstaltete ein prunkvolles Begräbnis für die, die er aus Schlechtigkeit getötet hatte [...]“ In die Öffentlichkeit getragen hatte Heinrich Schliemann solche Äußerungen jedoch nicht.
Im Vorfeld der Herausgabe seiner sowohl durch die Auswahl des Materials als auch durch die Kürzungen tendenziöse Briefsammlung gelang es nun Ernst Meyer, von Schliemanns Kindern Andromache und Agamemnon die Zusicherung des alleinigen Veröffentlichungsrechtes zu erlangen. Darüber hinaus wurde der noch gar nicht geordnete schriftliche Nachlass Schliemanns 1936 als Leihgabe in die Gennadius Library gebracht. Meyer wertete dort mehrere Jahre lang die Dokumente aus. 1944 schrieb er im Niederdeutschen Beobachter: „Der Initiative unseres Gauleiters und Reichsstatthalters Friedrich Hildebrandt ist es zu verdanken, daß mir die Möglichkeit gegeben wurde, mich von 1937 ab dieser Arbeit zu widmen.“
1941 besetzte die deutsche Armee Griechenland. Im April 1942 holte Meyer als uniformierter Kulturoffizier Archivalien aus der Gennadius Library, die er in seinem Quartier in Athen auswerten wollte. Später deponierte er zwei Handkoffer mit Schliemann-Archivalien im Staatsbunker Paulshöhe in Schwerin. Das genaue Schicksal dieser Dokumente ist ungeklärt. Meyer selbst war der Meinung, die Koffer seien in den Besitz der sowjetischen Besatzungsmacht gelangt, und versuchte ab 1946 die Freigabe der Dokumente durchzusetzen. Dies gelang ihm freilich nicht. 1952 floh Meyer aus der DDR nach West-Berlin. Dort entdeckte er einige der Archivalien, die sich in den Koffern befunden hatten, in einem Antiquariat und kaufte sie auf. In den folgenden Jahren, in denen Meyer weiter über Schliemann forschte, verwehrte er sämtlichen anderen Interessenten den Einblick in den schriftlichen Nachlass Schliemanns.
Nach dem Tod Agamemnon Schliemanns im Jahr 1954 hatte dessen Schwester Andromache allein die Verfügung über Heinrich Schliemanns Nachlass. Sie übertrug diese bald auf ihre Söhne Alex und Leno Melas. Im Jahr 1962 verkauften Schliemanns Nachfahren die Dokumente an die Gennadius Library. Erst nach diesem Verkauf konnten auch andere Forscher als Ernst Meyer sich mit den Archivalien beschäftigen. 1966 gelang es der Gennadius Library, noch weitere, bis dahin unbekannte, Dokumente aus dem Besitz der Familie Schliemann zu erwerben.
1980 erfolgte die erste wissenschaftliche Bestandsaufnahme der Dokumente durch die Gennadius Library. 1997/98 wurden die Tagebücher und die Eingangskorrespondenz mikroverfilmt. Diese Mikrofilme wurden 2002 dem Heinrich-Schliemann-Museum in Ankershagen zur Verfügung gestellt, während die Gennadius Library selbst mittlerweile die Tagebücher zu scannen und online zu veröffentlichen begonnen hat. Als nächstes Projekt sollen die Briefe gescannt und veröffentlicht werden. Die mehr als 2000 Briefe umfassende Korrespondenz Schliemanns mit seinem Vater und seinen acht Geschwistern wird derzeit (Frühjahr 2012) erstmals ausgewertet.

## Schriften
- Der Emporkömmling. Ein Beitrag zur antiken Ethologie. Gießen 1913 (= Dissertation)
- Briefe von Heinrich Schliemann. Gesammelt und mit einer Einleitung in Auswahl. Mit einem Geleitwort von Wilhelm Dörpfeld. Berlin und Leipzig 1936.
- Heinrich Schliemann. Briefwechsel. Aus dem Nachlass in Auswahl 1: Von 1842 bis 1875. Berlin 1953
- Rudolf Virchow. Wiesbaden 1956
- Heinrich Schliemann. Briefwechsel. Aus dem Nachlass in Auswahl 2: Von 1876 bis 1890. Berlin 1958
- Heinrich Schliemann. Kaufmann und Forscher. Göttingen 1969.